# Anna Paulowna
Anna Paulowna – była gmina i miasto w Holandii, w prowincji Holandia Północna. Była gmina wywodzi swoją nazwę od polderu Anna Paulownapolder, który został osuszony w 1846 roku, za czasów panowania króla Wilhelma II Holenderskiego, a nazwany tak na cześć jego żony, pochodzącej z Rosji królowej Anny Pawłowny Romanowej. Od 2012 Anna Paulowna jest częścią nowej gminy Hollands Kroon.